# 自由新聞
自由新聞（じゆうしんぶん）は、明治時代に自由党が刊行した日刊の党機関紙。

## 概要
板垣退助は1882年に自由党を結成したが、当時の新聞社は矢野文雄が社主を務める郵便報知新聞などの立憲改進党系と福地源一郎が社主を務める東京日日新聞などの立憲帝政党系に分裂し、自由党を支持する新聞社は皆無に近かった。そこで板垣らは同志から資金を募って日刊新聞を発行する株式会社を結成して党の機関紙を出すことを計画した。
1882年6月25日、東京において自由新聞が創刊される。社長は板垣が就任し、馬場辰猪・中江兆民・末広鉄腸・田口卯吉ら当時の名高い論客が編集・発行に携わった。定価は1部3銭で推定発行部数3000部。
だが、資本金が見込みの2割程度しか集まらず、新聞紙条例による明治政府の弾圧、自由党の内紛による馬場・末広・田口らの退社などで打撃を受ける。古沢滋・星亨の元で再建を図るが、自由党解党後の1885年3月に廃刊となる。
その後、自由党が再建された1890年10月に再建されるも、党の分裂騒動を機に反主流派に追い込まれた社主である板垣が退社して新機関紙創設を決定したため、翌年3月に再度廃刊、同年4月に板垣らが創刊した新機関紙『自由』が分裂騒動の解決に伴って正式に機関紙と認められて、1893年7月に自由新聞と改題するが、1897年1月に『明治新聞』と改題され、自由党から離れていくことになる。